# Marie-Laure Brunet
Marie-Laure Brunet (n. 20 noiembrie 1988, Lannemezan, Midi-Pyrénées, Franța) este o biatlonistă ce a reprezentat Franța, medaliată olimpică. A participat la 2 ediții ale Jocurilor Olimpice (2010, 2014) în care a câștigat o medalie de argint și o medalie de bronz.